# Basilia nana
Basilia nana är en tvåvingeart som beskrevs av Oskar Theodor 1954. Enligt Catalogue of Life ingår Basilia nana i släktet Basilia och familjen lusflugor, men enligt Dyntaxa är tillhörigheten istället släktet Basilia och familjen fladdermusflugor. Arten är reproducerande i Sverige. Inga underarter finns listade i Catalogue of Life.